# Flacără veșnică

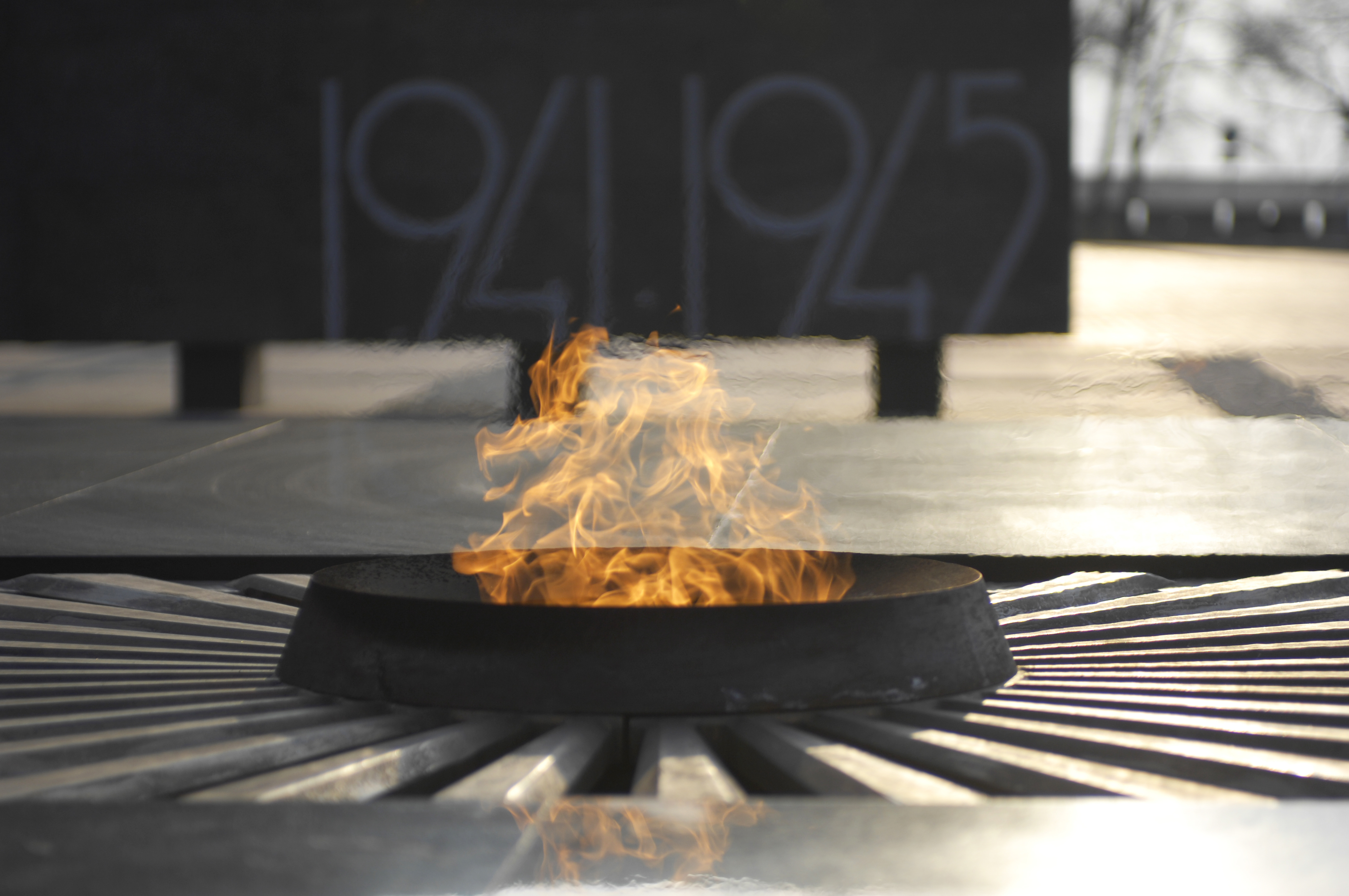
Flacără veșnică din Nizhny Novgorod, Kremlin, aprinsă în memoria vieților pierdute în Al Doilea Război Mondial.

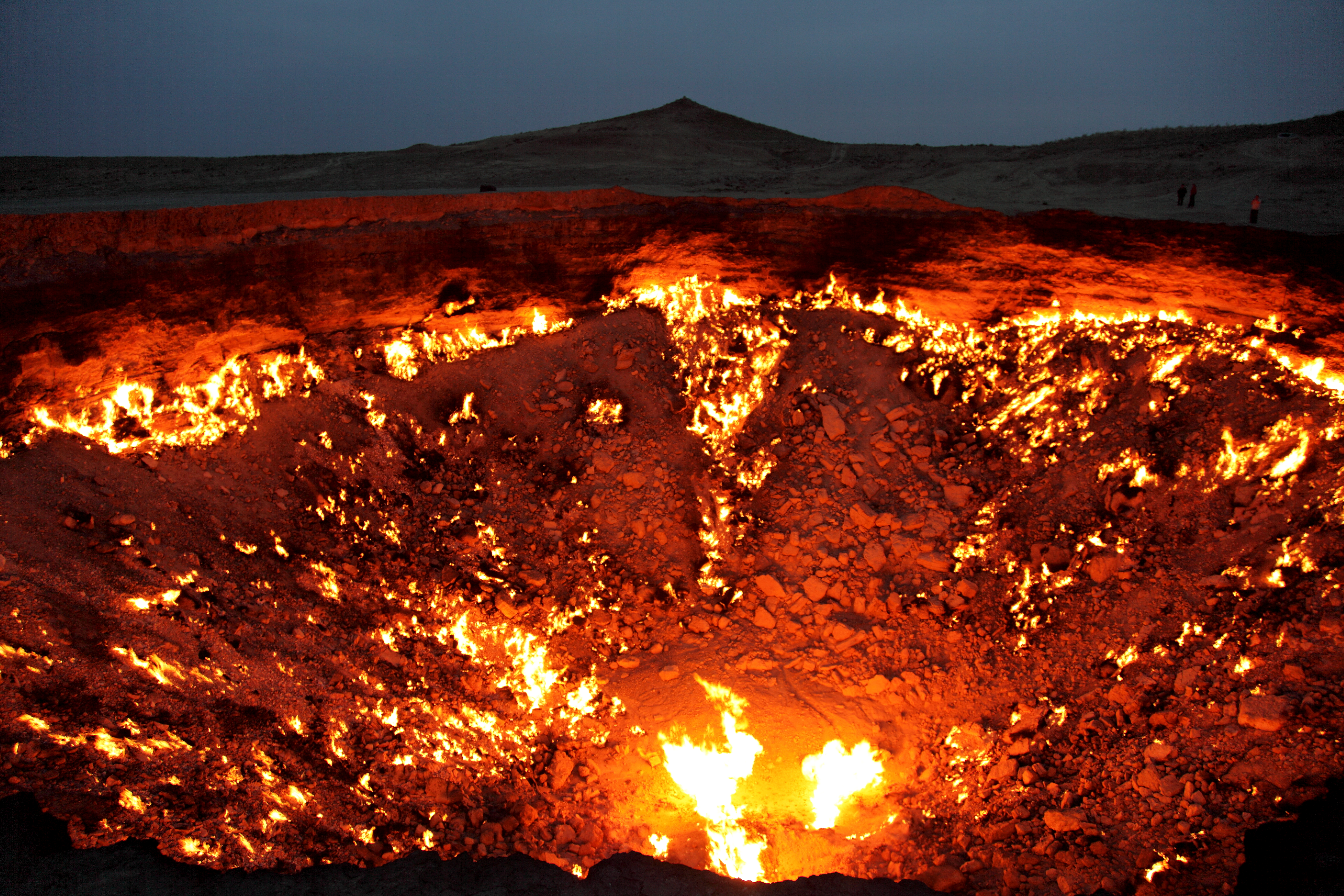
Poarta spre Iad, zăcământ de gaz în Derweze, Turkmenistan, arde din 1971.

Flacără veșnică este o flacără, lampă sau torță care arde în continuu pentru o perioadă indefinită. Cele mai multe flăcări veșnice sunt inițiate și întreținute intenționat, însă există fenomene naturale cauzate de scăpări de gaze, foc de turbă și foc în mine de cărbuni, care pot fi inițiate de fulgere, piezoelectricitate sau activitate umană, unele dintre ele arzând pentru mii de ani de zile.

## Flăcări naturale
- Statele Unite: Centralia, Pennsylvania, unde arde o mină de cărbune.
- România: Subsolul orașului Anina arde încă din perioada comunistă, când s-a încercat construirea unei termocentrale pe șisturi.[1]